# Diecezja Orizaba
Diecezja Orizaba (łac. Dioecesis Orizabensis) – diecezja Kościoła rzymskokatolickiego w Meksyku, sufragania archidiecezji Jalapa.

## Historia
15 kwietnia 2000 roku papież Jan Paweł II konstytucją apostolską Adiutorium ferre erygował diecezję Orizaba. Dotychczas wierni z tych terenów należeli do archidiecezji Jalapa.

## Ordynariusze
- Hipólito Reyes Larios (2000 - 2007)
- Marcelino Hernández Rodríguez (2008 - 2013)
- Francisco Eduardo Cervantes Merino (2015 - )